# Baronet

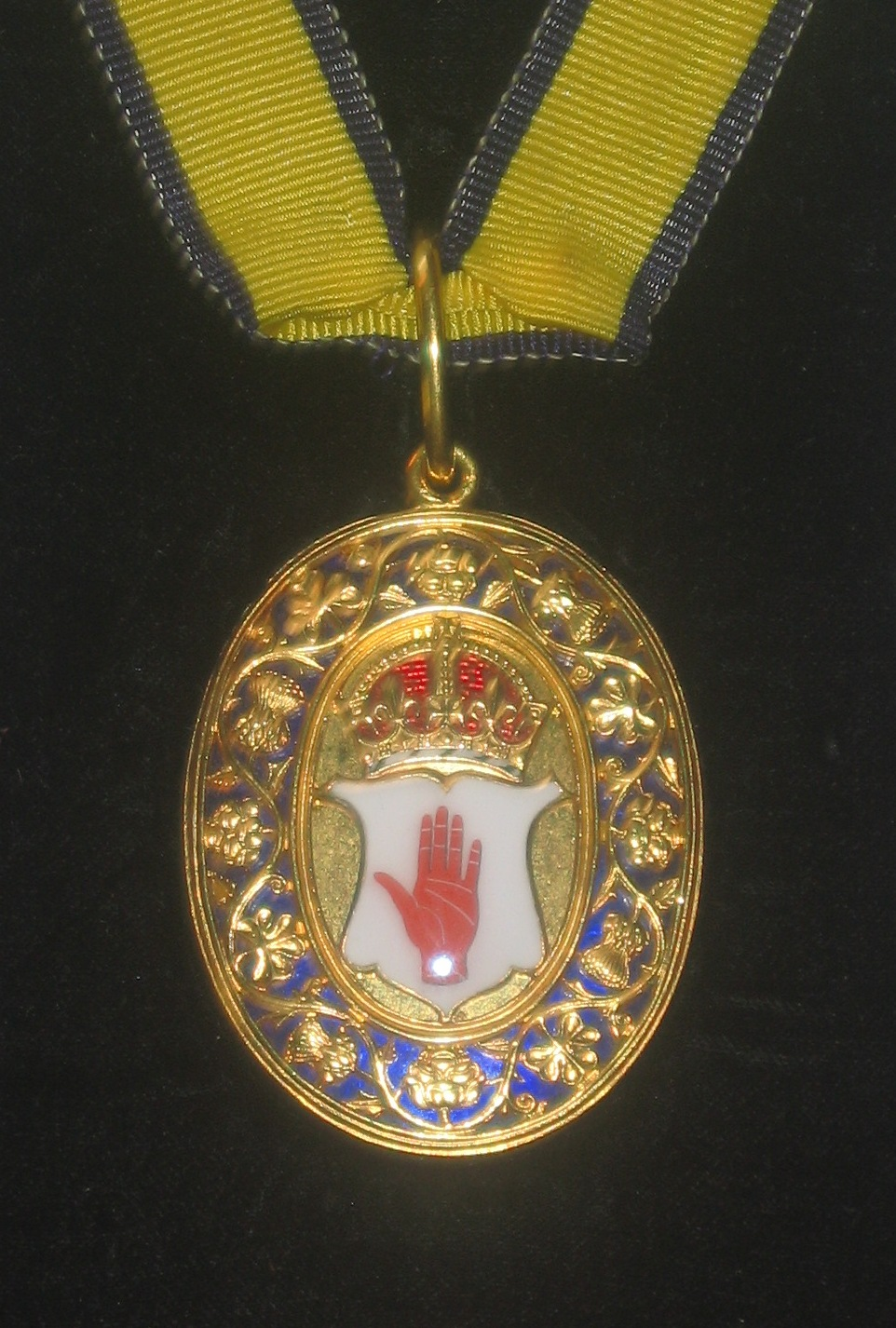
Värdighetstecken som bärs av alla baroneter utom de skotska.

Baronet eller baronett är en ärftlig brittisk titel som delas ut av monarken och vilken medför lägsta ärftliga rang. Det är dock ingen pärsvärdighet och innebar inte plats i överhuset. Titeln är en del av det brittiska belöningssystemet och indikerar innehav av en särskilt instiftad värdighet, ett baronetskap (engelska: Baronetcy).

## Rangordning
En baronet står högre i rang än en medlem av en kunglig riddarorden (med undantag av Strumpebandsorden, Tistelorden och St. Patricksordens riddare), men lägre i rang än en baron, vilket är den lägsta graden av pärsvärdighet. Baronetvärdighet är åtskilt från pärsvärdighet, och medförde inga rättigheter till plats i överhuset. 
Historiskt har en baronet jämförts med kontinentaleuropeisk obetitlad lågadel i avsaknad av en formell sådan i Storbritannien[källa behövs]. I likhet med medlemmar av kungliga riddarordnar tituleras en baronet med Sir följt av förnamnet. För att kunna erhålla titeln måste innehavaren vara av brittisk nationalitet.

## Historia
Upphovet till att titeln instiftades i England och Skottland på 1600-talet var som belöning åt dem ur landed gentry som ekonomiskt bidrog till att bekosta koloniseringen av Irland respektive Nova Scotia. Efter att Konungariket Storbritannien bildades 1707 skapades inga fler baronetvärdigheter av England eller Skottland, utan istället av Storbritannien. Efter unionen mellan Storbritannien och Irland 1801, gavs baronetvärdigheter av det Förenade kungariket.

## Nutida baronetvärdigheter
Sedan 1960-talet har endast en baronetvärdighet utdelats: sir Denis Thatcher, make till baronessan Margaret Thatcher, tidigare premiärminister. Titeln har nu ärvts av sonen sir Mark Thatcher.